# Хайфон

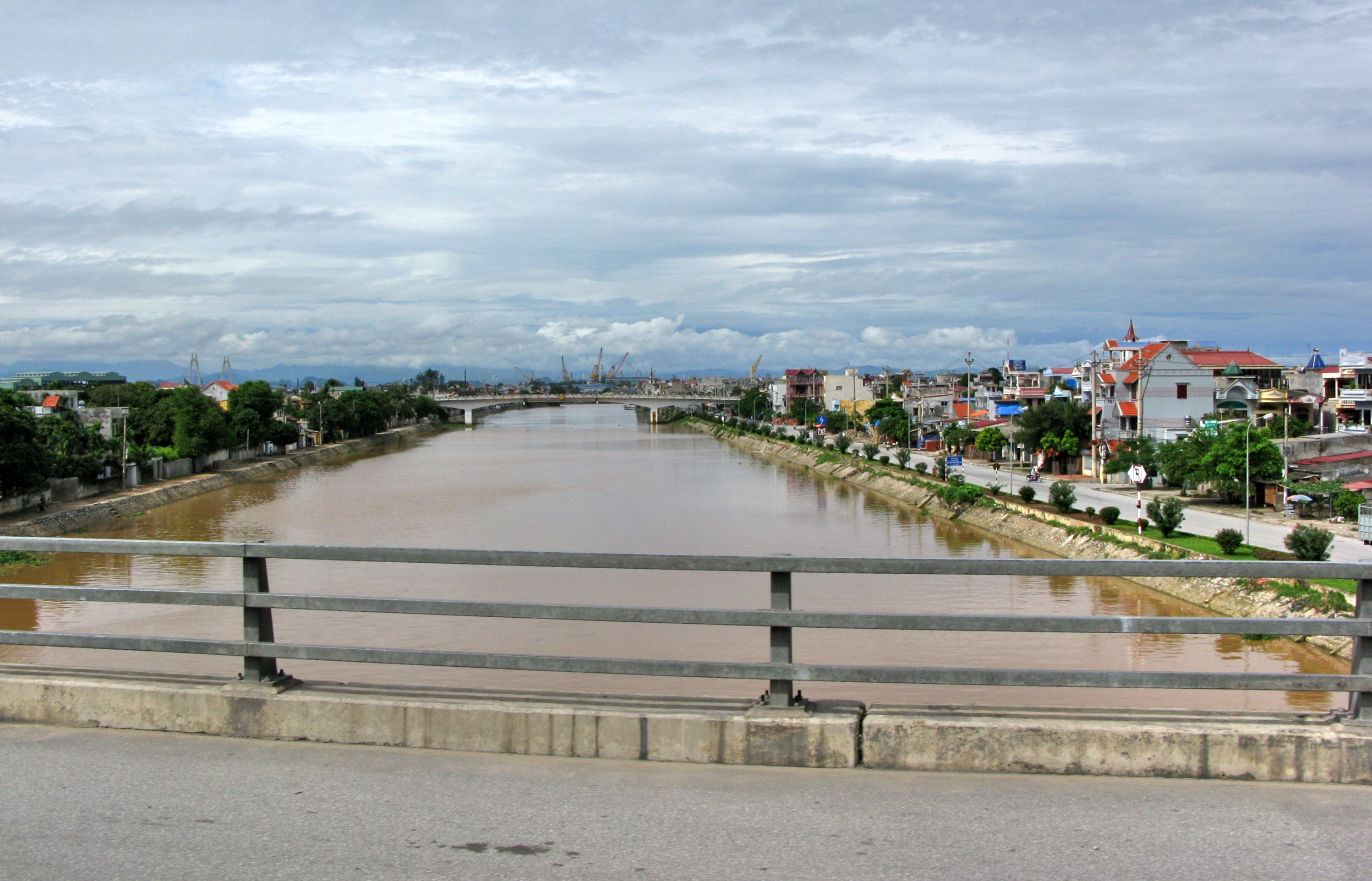
Река Кам в Хайфоне

Хайфо́н (вьет. Hải Phòng — Хайфонг) — крупный город на северо-востоке Вьетнама. Один из пяти городов Вьетнама центрального подчинения. Третий в стране по населению после Хошимина и Ханоя.

## Географическое положение
Расположен в дельте реки Хонгха, на реке Киньмон, впадающей в залив Бакбо Южно-Китайского моря.

## История
Точное время основания неизвестно, но хайфонский порт существует как минимум несколько веков. После колонизации Вьетнама Францией стал одной из важнейших французских военно-морских баз, получил прозвище «Тонкинской Венеции».
В связи с осложнением обстановки в регионе в конце 1930х годов правительство Франции увеличило военные расходы на оборону Индокитая и начало военное строительство (к началу второй мировой войны в 1939 году продолжались работы по созданию военно-морской базы в Хайфоне). Однако 29 июня 1940 г. французские власти были вынуждены согласиться с требованиями Японии о прекращении провоза грузов в Китай через территорию Индокитая. В августе 1940 года японское правительство, предъявив ультимативные требования, добилось от французских властей права строить военно-морские и воздушные базы в Индокитае, перебрасывать через его территорию свои войска, использовать аэродромы в Хайфоне, а также железную дорогу Хайфон — Куньмин. 22 сентября 1940 года колониальные французские власти в Ханое подписали соглашение о размещении японских войск в Северном Индокитае, после чего в Хайфон прибыли японские войска. Началась японская оккупация Индокитая.
В октябре 1954 года стал отправной точкой операции «Рейс к свободе», во время которой 293 тысячи беженцев были эвакуированы из ДРВ в Сайгон, столицу Южного Вьетнама, кораблями ВМС США.
Во время войны во Вьетнаме город подвергался авиабомбардировкам США, а в мае 1972 года флот США заминировал акваторию морскими минами.
После войны был отстроен. В 1974 году это был крупнейший торгово-промышленный центр страны. Численность населения города в это время составляла 1,2 млн человек, основой экономики являлись цементная, текстильная, пищевкусовая промышленность и рыболовство, также здесь действовали судоремонтные и судостроительные верфи, авторемонтные мастерские и другие металлообрабатывающие предприятия.
В середине 1980х годов численность населения города составляла 1,3 млн человек; в это время общая территория Хайфона увеличилась за счёт постройки дугообразных дамб поперёк нескольких небольших заливов и последовавшего осушения этих изолированных участков прибрежной акватории.

## Экономика
Во второй половине 1980х годов основой экономики являлись судоремонтная, авторемонтная, пищевкусовая, лёгкая и цементная промышленность.
Также развито рыболовство. Является одной из отправных точек для туристов, направляющихся в залив Халонг.
Действует государственная верфь, управляемая Министерством обороны Z189 (189-я судостроительная компания).

## Транспорт
Хайфон находится в 108 км северо-восточнее Ханоя и соединён с ним железнодорожной линией и платной автострадой.
Морской порт, второй по обороту во Вьетнаме.
Международный аэропорт Катби.

## Климат
| Показатель                                                      | Янв. | Фев. | Март | Апр. | Май  | Июнь | Июль | Авг. | Сен. | Окт. | Нояб. | Дек. | Год   |
| --------------------------------------------------------------- | ---- | ---- | ---- | ---- | ---- | ---- | ---- | ---- | ---- | ---- | ----- | ---- | ----- |
| Абсолютный максимум, °C                                         | 30,4 | 34,4 | 35,4 | 37,4 | 41,5 | 38,5 | 38,5 | 39,4 | 37,4 | 36,6 | 33,1  | 30,0 | 41,5  |
| Средний максимум, °C                                            | 19,8 | 19,7 | 22,0 | 26,2 | 30,5 | 31,8 | 32,1 | 31,5 | 30,7 | 28,7 | 25,5  | 22,2 | 26,7  |
| Средняя температура, °C                                         | 16,3 | 16,7 | 19,2 | 22,9 | 26,5 | 28,0 | 28,4 | 27,8 | 26,8 | 24,5 | 21,3  | 18,1 | 23,1  |
| Средний минимум, °C                                             | 14,2 | 14,9 | 17,5 | 20,9 | 24,0 | 25,4 | 25,9 | 25,2 | 24,2 | 21,8 | 18,6  | 15,5 | 20,7  |
| Абсолютный минимум, °C                                          | 5,9  | 4,5  | 6,1  | 10,4 | 15,5 | 18,4 | 20,3 | 20,4 | 15,6 | 12,7 | 9,0   | 4,9  | 4,5   |
| Среднее число солнечных часов в месяц                           | 87   | 46   | 43   | 88   | 190  | 183  | 207  | 179  | 187  | 190  | 156   | 139  | 1693  |
| Среднее число дней с осадками                                   | 8,3  | 13,4 | 17,1 | 13,9 | 12,3 | 14,6 | 13,5 | 17,4 | 13,8 | 10,6 | 6,3   | 5,2  | 146,4 |
| Норма осадков, мм                                               | 26   | 29   | 49   | 93   | 202  | 247  | 226  | 359  | 253  | 155  | 39    | 20   | 1697  |
| Средняя влажность, %                                            | 83,1 | 87,7 | 90,8 | 90,5 | 86,9 | 86,1 | 85,8 | 87,8 | 85,3 | 81,4 | 77,9  | 78,3 | 85,1  |
| Источник: Vietnam Institute for Building Science and Technology |      |      |      |      |      |      |      |      |      |      |       |      |       |

## Города-побратимы
Хайфон является городом-побратимом следующих городов:
- Дананг, Вьетнам
- Инчхон, Республика Корея (1997)
- Владивосток, Россия
- Санкт-Петербург, Россия
- Тяньцзинь, Китай (1999)
- Ливорно, Италия
- Сиэтл, США